# التصریف

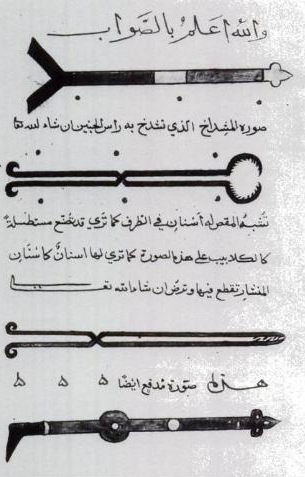
برگی از کتاب التصریف مربوط به قرن یازدهم میلادی

التصریف، - التصریف لمن عجز عن التألیف - کتابی است به زبان عربی در پزشکی و جراحی، که در حدود سال ۱۰۰۰ توسط ابوالقاسم زهراوی نوشته شده‌است. در قرون وسطی در اروپا، این کتاب با عنوان لاتین Concessio EI و qui componere haud به چاپ رسیده است.